# Павлиш
Павлиш је насеље у граду Вршац, у Јужнобанатском округу, у Србији. Према попису из 2022. било је 1984 становника.
Село има основну школу (Ђура Јакшић), пет прехрамбених продавница (дућана), а такође је и инфраструктура села последњих година побољшана, све улице су асфалтиране а двадесетак бунара снабдевају месни водовод кристално чистом водом.

## Прошлост
Аустријски царски ревизор Ерлер је 1774. године констатовао да место Павлиш припада Вршачком округу, Вршачког дистрикта.Становништво је било претежно српско.
Дана 4. новембра 1942.. године у селу је у борби са немачким окупатором погинуо народни херој Жарко Зрењанин. Овде се налази Кућа у Ул. Жарка Зрењанина бр. 27а.

## Култура
Село је познато по плесу банатском мађарцу, што је варијанта мађарца који обично добијају имена по месту настанка, те се овај зове и Павлишки мађарац.

## Пољопривреда
Обрадиво земљиште се налази у околини села, око 6000 ланаца, а та околна места су позната по називима: Брест, Дуваниште, Млака, Редун, Средње дужи, Кратке ливаде и међубегејско земљиште.
Од култура које се узгајају најраспространије су жито, кукуруз и сунцокрет.

## Животињски свет
Такође је позната и Павлишка бара која се простире од реке Караш па до села. Ова бара је веома богата рибом, највише су заступљени Барски караш, бела риба, шаран и банатски кедер.
Од птица, на ливадама и у риту се могу видети бела чапља, црна чапља и дивља патка.

## Демографија
У насељу Павлиш живи 1750 пунолетних становника, а просечна старост становништва износи 38,5 година (37,2 код мушкараца и 39,8 код жена). У насељу има 677 домаћинстава, а просечан број чланова по домаћинству је 3,30.
Ово насеље је углавном насељено Србима (према попису из 2002. године).
|  |

| Демографија | Демографија | Демографија |
| Година      | Становника  | Становника  |
| ----------- | ----------- | ----------- |
| 1948.       | 2.356       |             |
| 1953.       | 2.300       |             |
| 1961.       | 2.246       |             |
| 1971.       | 2.188       |             |
| 1981.       | 2.137       |             |
| 1991.       | 1.999       | 1.954       |
| 2002.       | 2.237       | 2.381       |

| Етнички састав према попису из 2002.‍ | Етнички састав према попису из 2002.‍ | Етнички састав према попису из 2002.‍ | Етнички састав према попису из 2002.‍ | Етнички састав према попису из 2002.‍ |
| ------------------------------------ | ------------------------------------ | ------------------------------------ | ------------------------------------ | ------------------------------------ |
|                                      |                                      |                                      |                                      |                                      |
| Срби                                 | Срби                                 |                                      | 1.958                                | 87,52%                               |
| Роми                                 | Роми                                 |                                      | 156                                  | 6,97%                                |
| Мађари                               | Мађари                               |                                      | 58                                   | 2,59%                                |
| Југословени                          | Југословени                          |                                      | 12                                   | 0,53%                                |
| Румуни                               | Румуни                               |                                      | 10                                   | 0,44%                                |
| Македонци                            | Македонци                            |                                      | 8                                    | 0,35%                                |
| Муслимани                            | Муслимани                            |                                      | 7                                    | 0,31%                                |
| Хрвати                               | Хрвати                               |                                      | 5                                    | 0,22%                                |
| Словаци                              | Словаци                              |                                      | 3                                    | 0,13%                                |
| Чеси                                 | Чеси                                 |                                      | 2                                    | 0,08%                                |
| Бугари                               | Бугари                               |                                      | 2                                    | 0,08%                                |
| Црногорци                            | Црногорци                            |                                      | 1                                    | 0,04%                                |
| непознато                            | непознато                            |                                      | 8                                    | 0,35%                                |

| Година пописа     | 1948. | 1953. | 1961. | 1971. | 1981. | 1991. | 2002. |
| ----------------- | ----- | ----- | ----- | ----- | ----- | ----- | ----- |
| Број домаћинстава | 553   | 568   | 592   | 592   | 631   | 595   | 677   |

| Број чланова      | 1   | 2   | 3   | 4   | 5  | 6  | 7  | 8 | 9 | 10 и више | Просек |
| ----------------- | --- | --- | --- | --- | -- | -- | -- | - | - | --------- | ------ |
| Број домаћинстава | 117 | 143 | 115 | 139 | 88 | 50 | 13 | 7 | 4 | 1         | 3,30   |

| Пол    | Укупно | Неожењен/Неудата | Ожењен/Удата | Удовац/Удовица | Разведен/Разведена | Непознато |
| ------ | ------ | ---------------- | ------------ | -------------- | ------------------ | --------- |
| Мушки  | 896    | 267              | 552          | 49             | 23                 | 5         |
| Женски | 956    | 192              | 552          | 171            | 32                 | 9         |
| УКУПНО | 1.852  | 459              | 1.104        | 220            | 55                 | 14        |

| Пол    | Укупно                    | Пољопривреда, лов и шумарство | Рибарство                            | Вађење руде и камена | Прерађивачка индустрија       |
| ------ | ------------------------- | ----------------------------- | ------------------------------------ | -------------------- | ----------------------------- |
| Мушки  | 477                       | 137                           | 2                                    | 2                    | 152                           |
| Женски | 335                       | 71                            | 0                                    | 0                    | 149                           |
| УКУПНО | 812                       | 208                           | 2                                    | 2                    | 301                           |
| Пол    | Производња и снабдевање   | Грађевинарство                | Трговина                             | Хотели и ресторани   | Саобраћај, складиштење и везе |
| Мушки  | 2                         | 23                            | 57                                   | 5                    | 32                            |
| Женски | 0                         | 1                             | 45                                   | 1                    | 2                             |
| УКУПНО | 2                         | 24                            | 102                                  | 6                    | 34                            |
| Пол    | Финансијско посредовање   | Некретнине                    | Државна управа и одбрана             | Образовање           | Здравствени и социјални рад   |
| Мушки  | 0                         | 1                             | 15                                   | 4                    | 8                             |
| Женски | 4                         | 2                             | 5                                    | 8                    | 34                            |
| УКУПНО | 4                         | 3                             | 20                                   | 12                   | 42                            |
| Пол    | Остале услужне активности | Приватна домаћинства          | Екстериторијалне организације и тела | Непознато            | Непознато                     |
| Мушки  | 23                        | 0                             | 0                                    | 14                   | 14                            |
| Женски | 8                         | 0                             | 0                                    | 5                    | 5                             |
| УКУПНО | 31                        | 0                             | 0                                    | 19                   | 19                            |